# Micropholis macrophylla
Statut de conservation UICN

 CRB1+2c : 
En danger critique
Espèce
Classification phylogénétique
Micropholis macrophylla est une espèce de plantes à fleurs de la famille des Sapotaceae. C'est un arbre originaire du Pérou.

## Description
C'est un arbre.

## Répartition
L'espèce est endémique aux forêts de la région de Loreto à 1200 m d'altitude.